# Carl Peter Möller
Carl Peter Möller, född 28 januari 1790, död 9 september 1834 i Hedvig Eleonora församling, Stockholms stad, var en svensk basunist.
Möller var hautboist vid Andra livgardet där han 1833 befordrades till regementstrumslagare. 1816 anställdes han som basunist vid Kungliga Hovkapellet där han blev kvar till avskedet 1833.